# Colruyt Group

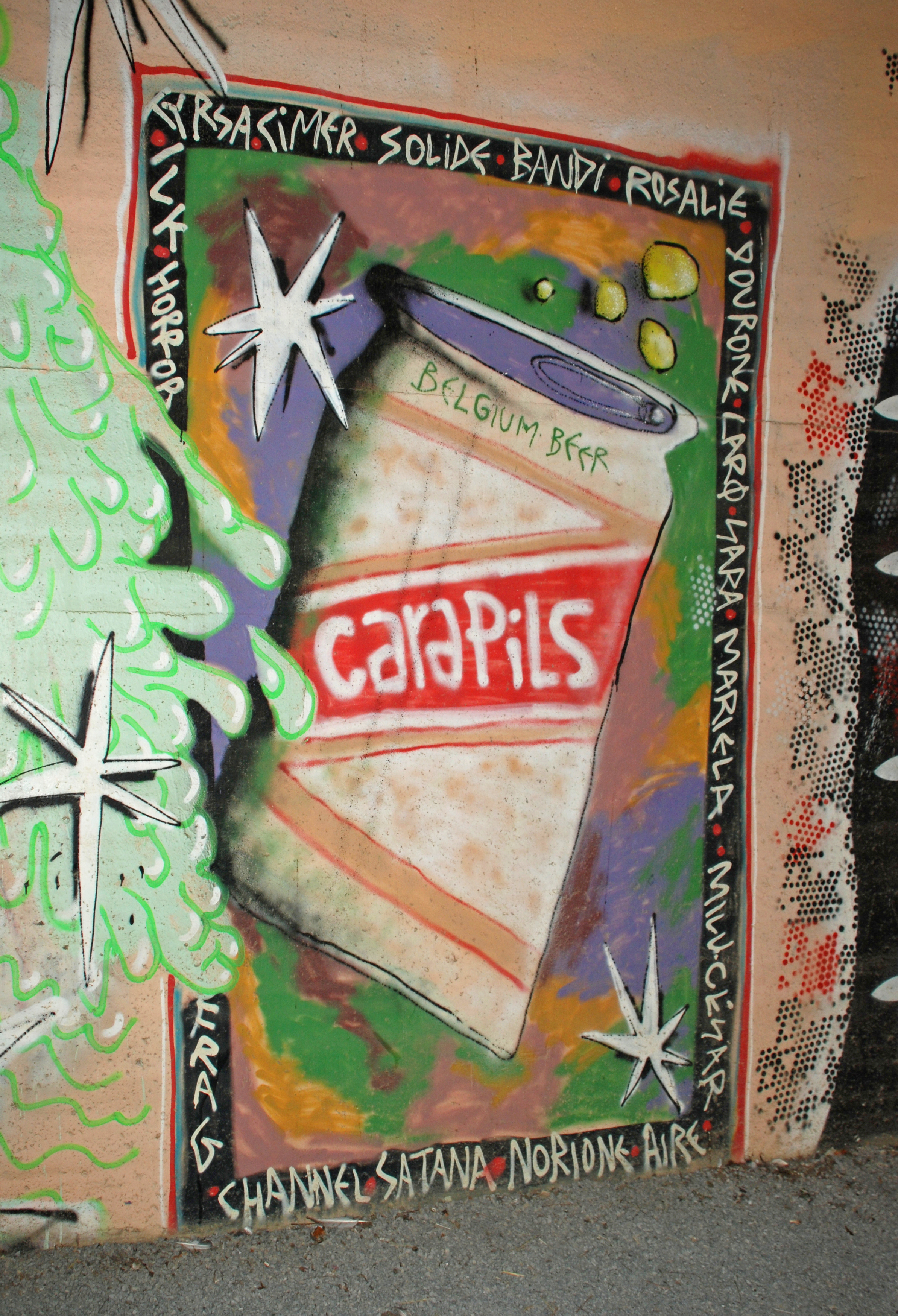
Cara, un marchio di Colruyt, qui illustrato da una lattina di Pils su un murale della stazione ferroviaria di Louvain-la-Neuve (Belgio).

Colruyt Group (in precedenza Establishments Franz Colruyt S.A.) è una società di supermercati belga fondata nel 1950.

## Storia
Franz Colruyt, un fornaio di Lembeek presso Halle, fondò nel 1950 S. A. Ets Franz Colruyt, un grossista di alimenti.
Nel 1958, la direzione dell'azienda fu rilevata da Jo Colruyt e dai suoi fratelli, figli di Franz. Vengono creati altri reparti: Druco S.A. (Impresa tipografica) nel 1979, Applications Dolmen Computer (dipartimento IT) nel 1982, Vlevico (centro di lavorazione della carne) nel 1984. Nel 1994, Jo Colruyt muore. La sua successione è assicurata da suo figlio, Jef Colruyt.
Nel 1996, il gruppo ha acquisito il gruppo di distribuzione francese Ripotot. Nel decennio successivo sono stati aperti altre insegnie: i minimarket OKay, il supermercato biologico Bio-Planet, lo specialista dei bambini Dreambaby, ecc. L'azienda di famiglia è diventata un gruppo.
Dal 1º settembre 2012, la gestione è condivisa tra Jef Colruyt e Frans Colruyt. Frans è responsabile per le attività di vendita al dettaglio, mentre Jef rimane CEO e si concentra sui servizi di supporto e sulle attività del gruppo diverso dalla vendita al dettaglio.
A luglio 2016, Metro ha annunciato l'acquisizione per € 200 milioni di Pro to Pro, una filiale di Colruyt dedicata ai professionisti e che impiega 1.700 persone.

## Gestione della linea di produzione
Nel 2004, "un order picker" completamente automatizzato per frutta e verdura è stato installato in uno dei centri di distribuzione. Nel 2012, il gruppo Colruyt e la panetteria Roelandt hanno collaborato per creare la nuova panetteria Roecol.

## Filiali

### Belgio
- Colruyt
- ColliShop (non alimentare)
- Alvo, minimarket
- Bio-Planet, supermercati biologici
- DATS 24, stazioni di servizio
- DreamBaby, baby store
- DreamLand, negozi di giocattoli
- OKay, minimarket
- Solucious, sistema di consegna a domicilio.
- SPAR, negozi di alimentari (franchisee)
- CRU, mercato dei prodotti freschi coperto

### Francia
- Colruyt
- Coccinelle
- Coccimarket
- Codi Cash
- DATS 24, stazioni di servizio
- DreamLand
- Panier Sympa
- Pro à Pro (venduto al gruppo Metro)

#### Riunione
- Pro à Pro (venduto al gruppo Metro)

### Lussemburgo
- Colruyt
- Alvo
- DreamLand